# Millicent (prénom)
 (décembre 2024).
Millicent est un prénom féminin, forme anglaise du prénom Mélisende. Il est surtout porté dans les pays africains anglophones, notamment au Kenya, et aux États-Unis.

## Personnalités
- Millicent Fawcett (1847-1929), femme politique, écrivaine et militante féministe britannique ;
- Millicent Fenwick (1910-1992), femme politique américaine ;
- Millicent Hearst (1882-1974), actrice américaine.

Pour les articles sur les personnes portant ce prénom, consulter les listes générées automatiquement pour Millicent